# Corosha (distrito)
Corosha é um distrito peruano localizado na Província de Bongará, departamento Amazonas. Sua capital é a cidade de Corosha.

## Transporte
O distrito de Corosha é servido pela seguinte rodovia:
- AM-106, que liga o distrito deMolinopampa à cidade de Florida [2][3][4]